# Памелија Сентер (Њујорк)
Памелија Сентер (енгл. Pamelia Center) насељено је место без административног статуса у америчкој савезној држави Њујорк.

## Демографија
По попису из 2010. године број становника је 264.
| Група             | 2000.    | 2010.       |
| Белци             | 0 (0,0%) | 236 (89,4%) |
| Афроамериканци    | 0 (0,0%) | 4 (1,5%)    |
| Азијати           | 0 (0,0%) | 15 (5,7%)   |
| Хиспаноамериканци | 0 (0,0%) | 3 (1,1%)    |
| Укупно            | 0        | 264         |